# Ludwig Enders (Grafiker)
Ludwig Enders (* 14. März 1889 in Offenbach am Main; † 1956 ebenda) war ein deutscher Gebrauchsgraphiker und Illustrator.

## Leben und Werk
Ludwig Enders erhielt seine erste Ausbildung bei einem Zeichner für Webereierzeugnisse. Danach studierte an der Kunstgewerbeschule Darmstadt bei Friedrich Wilhelm Kleukens und ab 1910 an der Kunstakademie in München bei Peter Halm. Enders schuf im Auftrag des Hamelner Magistrats 1918 die Notgeldscheine mit dem Rattenfängermotiv im Nennwert von 25 und 50 Pfennig, die vom August 1918 bis November 1921 in fünf Auflagen gedruckt wurden. Von etwa 1920 an bis 1945 war er an den Technischen Lehranstalten in Offenbach am Main zunächst Dozent und dann Professor. In Offenbach befand sich auch sein Atelier, von wo er Industriedesign- (u. a. für die Ledermanufaktur Karl Seeger) und Grafikdesignarbeiten (Weinetiketten für die Graphische Anstalt Wilhelm Gerstung) ausführte. Enders trat zum 1. Juni 1940 der NSDAP bei (Mitgliedsnummer 6.746.611) und erhielt 1941 auf Entscheidung des Gauleiters den Ehrenpreis der Stadt Offenbach. Er stand 1944 in der Gottbegnadeten-Liste des Reichsministeriums für Volksaufklärung und Propaganda.
Enders wurde bei der Entnazifizierung als Mitläufer eingestuft und durfte ab Ostern 1949 wieder eine Fachklasse für Lederwaren an der Kunstgewerbeschule leiten.
Schüler von Ludwig Enders waren unter anderem Heinrich Pauser, Ernst Unger, Willem Grimm und Adolf Bernd.

## Werke (Auswahl)
- Pechvogel und Glückspilz. München 1918.
- Robert Corwegh: Sich regen bringt Segen. Ein Bilderbuch vom Hausbau. Dietrich, München 1920.